# El Continental (periódico)
El Continental es un periódico en español semanal gratuito, con sede en San Antonio, Texas, Estados Unidos. Se fundó en 1995 con el apoyo del periódico Vanguardia de Coahuila de México y certificado por el (CAC) Certified Audit of Circulations.

## Distribución
Su distribución semanal es de 15.000 copias, todos los jueves, en las ciudades de San Antonio, Houston y Austin del estado de Texas, en lugares como restaurantes, gasolineras, taquerias, peluquerías, oficinas particulares ...etc.

## Contenido
1. Noticias Locales
2. Noticias de Texas
3. Noticias Nacionales
4. Noticias Internacional
5. Deportes
6. Automotríz
7. Entretenimiento
8. Salud
9. Familia
10. Comida
11. Para el Hogar
12. Cine
13. opinión
14. Calendario de eventos
15. Hispanic Digital Network

El periódico cuenta con 20 páginas tamaño tabloide en blanco y negro y con colores alternativos que son el color rojo y amarillo. 